# Türktaner
Türktaner ist ein Dorf (Köy) im Landkreis Hozat der türkischen Provinz Tunceli. Im Jahr 2011 hatte der Ort Türktaner 120 Einwohner.